# Pont-de-Veyle
Pont-de-Veyle là một xã ở tỉnh Ain, vùng Auvergne-Rhône-Alpes thuộc miền đông nước Pháp.